# Station Ostricourt
Het Station Ostricourt is een spoorwegstation in de Franse gemeente Ostricourt. Het bevindt zich in het zuiden van de gemeente, tegen de grens met Évin-Malmaison. Het station staat langs de spoorlijn Paris-Nord - Rijsel, op de afsplitsing van de spoorlijn Lens - Ostricourt. In 1885 werd de spoorweghalte Ostricourt in gebruik genomen.

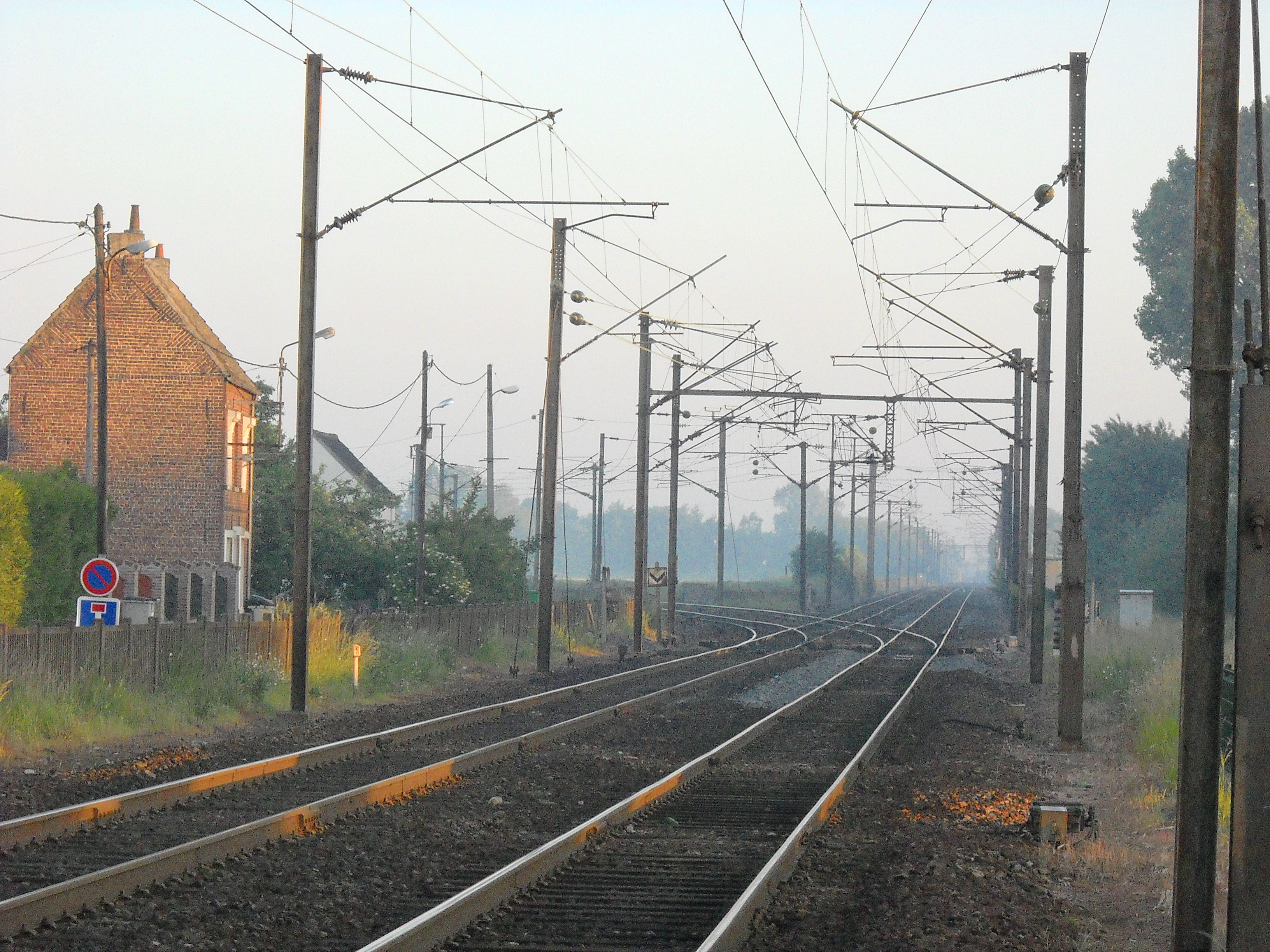
Splitsing richting Lens